# 海沧隧道
海滄隧道是位於中華人民共和國廈門市，連接湖裏區和海滄區，為中國大陸第三座、廈門第二座公路海底隧道。全長7087米，隧道長6293米，隧道洞長6280米，跨海域寬度2810米，最深處位於海平面下約73.6米。路基寬度31.5米，隧道凈寬2×13.75米，雙向六車道。2021年6月17日11時，試通車。
包括完成开堤建桥改造的高集海堤，厦门岛目前已有厦门大桥、海沧大桥、集美大桥、杏林大桥、翔安隧道、海沧隧道、翔安大桥等五桥二隧一堤总计八条联外公路要道。

## 建设历程
2013年6月 中華人民共和國國家發展和改革委員會批復了海滄隧道項目建議書
2015年6月10日 中華人民共和國國家發展和改革委員會批復了海滄隧道項目可行性研究報告
2015年6月10日 中華人民共和國交通運輸部批復廈門第二西通道初步設計及概算
2016年3月14日 廈門第二西通道(海滄隧道)工程施工圖設計獲福建省交通運輸廳批復
2016年3月28日上午 開工建設
2016年6月 工程主體開工
2017年8月4日 廈門第二西通道(海滄隧道)工程A3標上跨地鐵段最後一段底板的澆築
2018年6月23日 下穿石鼓山立交240米雙連拱隧道開始掘進
2019年6月29日 160米雙連拱貫通
2019年10月25日 服務洞貫通
2020年1月18日 海底開挖至分界裏程，海域段左右線實現雙線貫通
2020年1月25日 海滄隧道春節不停工
2020年3月23日 下穿石鼓山立交240米雙連拱隧道貫通
2020年9月10日 風化槽貫通，安全穿越了目前國內最長（160米）的海底風化深槽
2020年12月4日 悅華C區頂板澆築(明挖施工段全線結束，興湖路及石鼓山立交第六期交通導改完成，具備興湖路第七期路面恢復施工)
2020年12月9日 海底泵房主體結構施工完成，海域段主體結構全部施工完成
2020年12月18日 左線貫通
2021年3月7日 右線貫通
2021年4月3日 最後一模二襯澆築完成
2021年4月29日 全線通電
2021年4月30日 全線亮燈
2021年5月20日 全線裝飾板完成
2021年5月24日 全線瀝青路面、標線施工完成
2021年6月11日 機電驗收通過
2021年6月11日 隧道驗收(具備通車條件)
2021年6月17日11時 試通車